# Laestrygon
Laestrygon  è una caratteristica di albedo della superficie di Marte.